# Língua ambai
A lingua ambai, também conhecida como Ambai-Menawi é uma lingua indígena pertencente á família austronésia, tendo randawaya, ambai (Wadapi-Laut), e manawi como dialetos. Falada na Província de Papua, ao sul da ilha Yapen, ilha Ambai e Costa Cenderawasih, na  Indonésia.  Atualmente, se encontra em ameaça de extinção, tendo cerca de 10.000 falantes.
O ambai utiliza o alfabeto latino, possuindo registros do estudo linguístico datados apenas após o século XX. Assim como a maioria das linguas indígenas na Indonésia, o ambai está cada vez sendo menos utilizado pelos jovens falantes, sendo gradualmente substituído pelo indonésio.

## Fonologia
O idioma ambai tem 15 consoantes e 5 vogais, mas dependedo da variação da pronuncia pode chegar a 21 consoantes e 6 vogais ao todo. As variantes consonantais são: ɡ/ŋ/f/tʃ/dʒ/ħ e a vocálica é: ə.
|             | Labial | Alveolar | Palatal      | Velar | Glotal |
| ----------- | ------ | -------- | ------------ | ----- | ------ |
| Oclusiva    | p b    | t d      |              | k (ɡ) |        |
| Nasal       | m      | n        |              | ŋ     |        |
| Vibrante    |        | r        |              |       |        |
| Fricativa   | ɸ(f)   | s        | ç (tʃ) ʝ(dʒ) |       | h/(ħ)  |
| Aproximante | w      |          | j            |       |        |

|         | Anterior | Central | Posterior |
| ------- | -------- | ------- | --------- |
| Fechada | i        |         | u         |
| Média   | ɛ        | ə       | ɔ         |
| Aberta  |          | a       |           |

## Ortografia
A língua ambai utiliza o alfabeto latino como escrita, entretanto dependendo do posicionamento da letra e da palavra, os sons de algumas letras letras podem variar. Algumas variaçôes do som tem padrão e outras ainda não são possíveis de explicar, precisando de mais estudos a serem feitos.
| Letra | Pronúncia | Letra | Pronúncia |
| ----- | --------- | ----- | --------- |
| A     | a         | M     | m         |
| B     | b         | N     | ŋ , n, m  |
| C     | ç         | O     | ɔ, o      |
| D     | j         | R     | r         |
| E     | ə, ɛ, e   | S     | s         |
| F     | ɸ         | T     | ç,c       |
| G     | g         | U     | u,w       |
| H     | ħ, h      | V     | ß         |
| I     | i,j       | W     | w         |
| J     | ʝ         | X     | x         |
| K     | k         | Y     | j         |
| L     | l         |       |           |

Como exemplo:
- A letra f pode ter o som de /f/, mas tem como padrão ɸ.
- A letra h que aparece na palavra "mehikai" (tradução: bom) tem como pronúncia ħ, em quanto essa letra na palvra "kehe" (verde) é pronunciado como h.
- A letra n dependendo de seu posicionamento dentro da palavra pode soar como ŋ, n e m. M sempre terá som de m.
- Se em uma palavra a letra (k) vier em seguida da letra (n) terá o som de g. e.g.: waNkori é pronunciado waNgori (jacaré)

## Gramática
A estrutura de uma frase em ambai, assim como o português, é SVO (sujeito, verbo, objeto).
|           | Sujeito | verbo | objeto |
| --------- | ------- | ----- | ------ |
| Ambai     | j-      | eti   | suru   |
| Português | Eu      | ver   | ele    |

A língua ambai tem pronomes pessoais e pronomes possessivos. Entretanto, o diferencial dessa língua é a existência da quarta pessoa. Na língua portuguesa a primeira pessoa inclui quem está falando, mas não a quem se refere; a segunda pessoa não inclui quem fala, mas apenas a quem se refere; a terceira pessoa não tem indicação a quem está falando e a quem a se refere. Essa quarta pessoa indica quem está falando e a quem se refere. E ao contrário do português, não existe masculino e feminino em pronomes.
- Os pronomes em parênteses são utilizados apenas para objetos.
- (si) é um pronome equivalente ao (it) em ingles

|           | Singular | Dual       | Trial   | Plural  |
| --------- | -------- | ---------- | ------- | ------- |
| 1ª pessoa | jau      | auru       | antoru  | amea    |
| 2ª pessoa | wau      | muru       | muntoru | mea     |
| 3ª pessoa | i        | uru (suru) | coru    | ea (sa) |
| 4ª pessoa | --       | turu       | totoru  | tata    |

|           | Singular | Dual  | Trial    | Plural |
| --------- | -------- | ----- | -------- | ------ |
| 1ª pessoa | ne-hu    | au-ne | anto-ne  | ame-ne |
| 2ª pessoa | ne-mu    | mu-ne | munto-ne | me-ne  |
| 3ª pessoa | ne(o)    | u-ne  | co-ne    | e-ne   |
| 4ª pessoa | --       | tu-ne | to-ne    | ta-ne  |

Substantivos não tem divisão de masculino e feminino, entretanto se for um substantivo próprio a exemplo, um nome será necessário o uso do sufixo (-i) na palavra. e.g. wonohu fino sara-i (Meu nome é Sara)
Segue uma lista de substantivos
|  | Ambai     | Português |
|  | --------- | --------- |
|  | numbuain' | areia     |
|  | mereka    | água      |
|  | wanan     | vento     |
|  | kakofa    | terra     |
|  | borong    | boca      |
|  | ubong     | nariz     |
|  | waye      | rio       |
|  | adiye     | fogo      |
|  | mbai      | lua       |

Adjetivos não tem feminino e masculino, e não precisam ser modificados com prefixos ou sufixos para acompanhar a pessoa e o número do objeto. Então, em português falamos "meninas bonitas" enquanto em ambai falamos "meninas bonito/a"
|  | Ambai     | Português |
|  | --------- | --------- |
|  | fuba      | grande    |
|  | bitoiya   | bastante  |
|  | kerira    | ruim      |
|  | niumetang | preto     |
|  | katu      | pequeno   |
|  | denteng   | bonita    |

Assim como no português os verbos podem ser divididos entre transitivos e intransitivos, sendo necessário especificar a pessoa o número com o uso de prefixo. E para mudar o tempo do verbo são utilizados sufixos
Se o verbo começa com uma vogal os prefixos no singular que utilizará é j/b/d, se for consoante utilizará os prefixos i/Ø e infixo i
|  | Ambai  | Português |
|  | ------ | --------- |
|  | aiou   | breathe   |
|  | bera   | turn      |
|  | deda   | flow      |
|  | eria   | swim      |
|  | i-ampi | eat       |
|  | i-ana  | shoot     |

|           | Singular | Dual  | Trial    | Plural |
| --------- | -------- | ----- | -------- | ------ |
| 1ª pessoa | j- / i-  | au(r) | anto(r)  | ame(t) |
| 2ª pessoa | b- / Ø-  | mu(r) | munto(r) | me(t)  |
| 3ª pessoa | d- / -i- | u(r)- | čo(r)    | e(t)   |
| 4ª pessoa | --       | tu(r) | to(r)    | ta(t)  |

|                    | vogal        | consonantal |
|                    | ena (dormir) | boi (bater) |
| ------------------ | ------------ | ----------- |
| 1ª pessoa singular | j-ena        | i-boi       |
| 2ª pessoa singular | b-ena        | boi         |
| 3ª pessoa singular | d-ena        | b-i-oi      |
| 3ª pessoa duplo    | ur-ena       | u-boi       |
| 3ª pessoa trio     | cor-ena      | cu-boi      |
| 3ª pessoa plural   | et-ena       | e-boi       |
|                    |              |             |

|  | Conjugação    | Tempo              | Exemplo                                      | tradução literal                  |
|  | ------------- | ------------------ | -------------------------------------------- | --------------------------------- |
|  | /ampa/, /-a/  | Passado            | j-ampi ampa                                  | Eu comi                           |
|  | /ki/          | Futuro             | i-we guru ki                                 | Eu tornará professor.             |
|  | /andi/ … /ne/ | Gerúndio           | Ne-mu nehi niumetang andi minohi na ninai ne | Seu gato preto está sentando aqui |
|  | /kiai/        | Pretérito perfeito | i-rang diang. feaifa i-ran-ai kiai.          | Eu cozinho o peixe. E cozinhei    |

## Vocabulário
|  | Numero | objeto animado                  | objeto inanimado      | Objetos fino e comprido    |
|  | ------ | ------------------------------- | --------------------- | -------------------------- |
|  | 1      | man-siri man-ei man-siari       | bo-siri bo-we bo-yari | ko-wei rowo-iyari roa-siri |
|  | 2      | man-du /man-ru/                 | bo-ru                 | ko-ru rowo-ru roa-ru       |
|  | 3      | man-toru                        | bo-toru               | ko-toru rowo-toru roa-toru |
|  | 4      | man-a                           | bo-a                  | ko-a rowo-a roa-ra         |
|  | 5      | rin                             |                       |                            |
|  | 6      | wonan                           |                       |                            |
|  | 7      | itu                             |                       |                            |
|  | 8      | indea-toru boru kondarai sura   |                       |                            |
|  | 9      | indea-tan boiyari ~ondarai sura |                       |                            |
|  | 10     | sura                            |                       |                            |
|  | 11     | sura ya boiyari                 |                       |                            |
|  | 12     | sura ya boru                    |                       |                            |
|  | 13     | sura ya botoru                  |                       |                            |
|  | 14     | sura ya boa                     |                       |                            |
|  | 15     | sura ya rin                     |                       |                            |
|  | 16     | sura ya wonan                   |                       |                            |
|  | 17     | sura ya itu                     |                       |                            |
|  | 18     | sura ya indeatoru               |                       |                            |
|  | 19     | sura ya indeatan                |                       |                            |
|  | 20     | piar-ei                         |                       |                            |
|  | 21     | piarei ya boiyari               |                       |                            |
|  | 30     | piarei ya sura                  |                       |                            |
|  | 33     | piarei ya aura ya botoru        |                       |                            |
|  | 40     | piaru                           |                       |                            |
|  | 60     | piatoru                         |                       |                            |
|  | 100    | piarin                          |                       |                            |

| Número | Ambai    | Tradução literal |
| ------ | -------- | ---------------- |
| 4      | boa-siri | quatro-um        |
| 8      | boa-ru   | quatro-dois      |
| 12     | boa-toru | quatro-três      |
| 16     | boa-ra   | quatro-quatro    |
| 20     | boa-rin  | quatro-cinco     |

Uma manhã típica em Ambai.
1. ahabua kamihai  j-oa  bari  jau. (Amanhã de manhã acordarei)
2. i-fatan-o ne-hu rorong poi. i-fatang  kiai. (Eu organizo o meu quarto, terminei)
3. i-ra-to  refui  fo.  i-rawa  i-nari  adia. (Eu vou para a cozinha. Eu vou e faço fogo) Obs: a palavra /refui/ que é interpretado aqui como “cozinha” significa literalmente “atrás”, já que a cozinha fica atrás da casa
4. i-fafi  warangguai. i-ruai  si. (Lavo um prato. Eu lavo-o.)
5. ainanaya  i-rang-o  romang.  i-nari anang. (Então eu fervo água. Eu faço um pudim de sagu)
6. i-rang   diang.  feaifa   i-ran-ai    kiai.  (Eu cozinho um peixe, terminei de cozinhar.)
7. i-sahu   ne-hu  dai,  ne-hu   aí  (Eu chamo para meu pai, minha mãe, meu irmão e minha irmã)
8. i-sahu     we coru    kiai. co-roma. (Eu chamo todos eles e eles vêm.)
9. tat-ampi,  ta-tampi    kiai. ( Nós comemos, terminarmos de comer)
10. j-utang-o ne-hu rorowing  katui nei.   j-eo  tu-wo to   romi   fo. (Peço à minha irmã mais nova que remamos até o campo. )